# Kambalda West
Kambalda West – miasto w Australii, w stanie Australia Zachodnia.